# Болфа Георгій Трохимович
Георгій Трохимович Болфа (4 квітня 1920, село Копанка Бендерського повіту, Королівство Румунія, тепер Каушенського району, Молдова — 1983, село Копанка, тепер Молдова) — радянський молдавський діяч, голова колгоспу імені Леніна села Копанки Бендерського (Тираспольського) району Молдавської РСР. Депутат Верховної Ради Молдавської РСР 3—4-го скликань. Депутат Верховної ради СРСР 5—6-го скликань. Герой Соціалістичної Праці (30.04.1966).

## Життєпис
Народився в бідній селянській родині. Освіта неповна середня. З юнацьких років наймитував у заможних селян.
У 1940—1941 роках — працівник сільпо, завідувач сільського клубу в Молдавській РСР, колгоспник.
У 1942—1943 роках служив у Червоній армії.
У 1943—1949 роках — робітник на будівництві залізниці, бригадир, майстер, виконроб відновного мостопоїзда № 443 у містах Акмолінську Казахської РСР, Чернігові, Дніпропетровську, Дніпродзержинську, Оріхово-Зуєво, Москві. У 1949 році повернувся до рідного села Копанки Молдавської РСР.
Член ВКП(б) з 1949 року.
У 1950—1969 роках — голова колгоспу імені Леніна села Копанки Бендерського (з 1962 року — Тираспольського) району Молдавської РСР.
Під керівництвом Болфи в колгоспі особлива увага приділялася розвитку садівництва, виноградарства та овочівництва. За 1962—1965 роки середня врожайність овочів становила 316 центнерів з гектара, їхнє виробництво збільшилося майже вдвічі, а продаж державі — втричі. За цей же період середня врожайність винограду з гектара склала 73,5 центнери та фруктів — 83 центнери, значно перевиконано план відвантаження їх до загальносоюзного фонду.
Указом Президії Верховної Ради СРСР від 30 квітня 1966 року за успіхи, досягнуті у збільшенні виробництва та заготівель винограду, плодів та овочів, Болфі Георгію Трохимовичу присвоєно звання Героя Соціалістичної Праці з врученням ордена Леніна та золотої медалі «Серп і Молот».
У 1969—1972 роках — голова міжколгоспсаду «Пам'ять Іллічу» Слободзейського району Молдавської РСР.
У 1972—1982 роках — голова колгоспу імені Леніна села Копанки Слободзейського району.
З 1982 року — на пенсії в селі Копанка Слободзейського району. Помер у 1983 році.

## Нагороди
- Герой Соціалістичної Праці (30.04.1966)
- два ордени Леніна (15.02.1957; 30.04.1966)
- орден Жовтневої революції (8.04.1971)
- два ордени Трудового Червоного Прапора (8.12.1973; 25.12.1976)
- медаль «За доблесну працю у Великій Вітчизняній війні 1941—1945 рр.» (1945)
- медалі
- Почесна грамота Президії Верховної Ради Молдавської РСР (1972)
- Заслужений працівник сільського господарства Молдавської РСР (1980)